# Joseph Crétin
Pour les articles homonymes, voir Crétin.
Joseph Crétin, né à Montluel en  France, le 9 décembre 1799, est un homme d'Église français, évêque de Saint-Paul-du-Minnesota, ville dans laquelle il meurt le 22 février 1857.

## Biographie
Joseph Crétin est le fils d'un boulanger de Montluel (Ain). 

### Ministères
Ordonné prêtre le 20 décembre 1823 à Belley (Ain), il est nommé vicaire à Ferney dans l'Ain, dont il devient curé en 1830.
En 1838, il part pour les États-Unis à l'appel de Mathias Loras, évêque de Dubuque dans l'Iowa, lui-même venu de France. Il y devient curé de la Prairie-du-Chien, puis vicaire général.
Chargé en 1849 de la mission de Saint-Paul-du-Minnesota, il en devient le premier évêque. Il est sacré en 1851 évêque de Saint-Paul-du-Minnesota, par l'évêque de Belley, Alexandre Devie, dans la chapelle de l'évêché de Belley (Ain), où il avait été ordonné prêtre. À son décès, le diocèse de Saint-Paul-du-Minnesota comptait vingt-neuf églises, vingt-cinq stations et cinq couvents de religieuses. Il avait un frère prénommé Edouard, en français : Édouard.